# Ramadan (musikalbum)
Ramadan är ett musikalbum av Björn J:son Lindh, lanserat i juli 1971 på skivbolaget Metronome Records. Förutom i Sverige gavs skivan även ut i delar av Europa och USA. Skivan gavs senare under 1970-talet ut i en andra upplaga. Förstaupplagorna identifieras genom att de har blå skivetiketter, medan senare utgåvor har gula etiketter. Sedan den andra utgåvan har albumet inte saluförts. Ingen officiell CD-utgåva av albumet finns utgiven. Skivans inledande spår "Lastbrygga" fanns dock med i filmen Cornelis 2010 och togs med på dess soundtrackalbum.
Albumet spelades in i mars och april 1971 i Metronome Studio i Stockholm och producerades av Anders Burman. Bland övriga medverkande musiker på albumet återfinns bland andra Kenny Håkansson (gitarr), Georg Wadenius (bas) och Ola Brunkert (trummor).

## Låtlista
(kompositör inom parentes)
1. "Lastbrygga" (Björn J:Son Lindh)
2. "Daphnia" (Björn J:Son Lindh)
3. "Min tulpan" (Björn J:Son Lindh)
4. "Tuppa" (Björn J:Son Lindh)
5. "Benitos hare" (Björn J:Son Lindh)
6. "Ramadan" (Abd El Rahman El Khatib)
7. "Love March" (G. Dinwiddie, P. Wilson)
8. "Kullens fyr" (Björn J:Son Lindh)